# 스카치 위스키

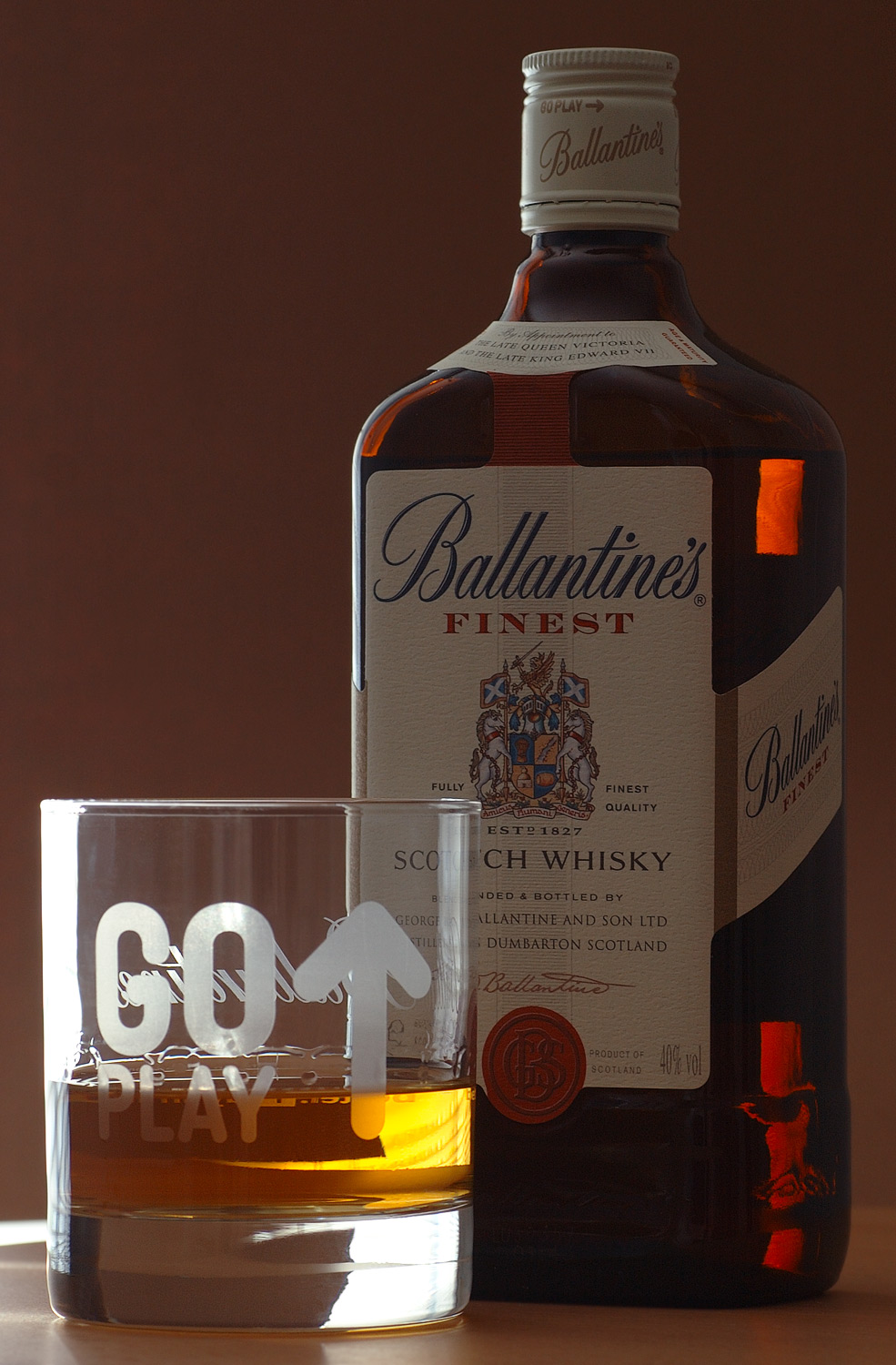
스카치 위스키

스카치 위스키(Scotch whisky)는 스코틀랜드에서 제조되는 위스키이다. 영국에서는 "위스키"(whisky)라고 하면, 특별한 언급이 없는 한 스카치 위스키를 가리킨다. 미국에서는 짧게 줄여 "스카치"라고도 불린다.

## 역사

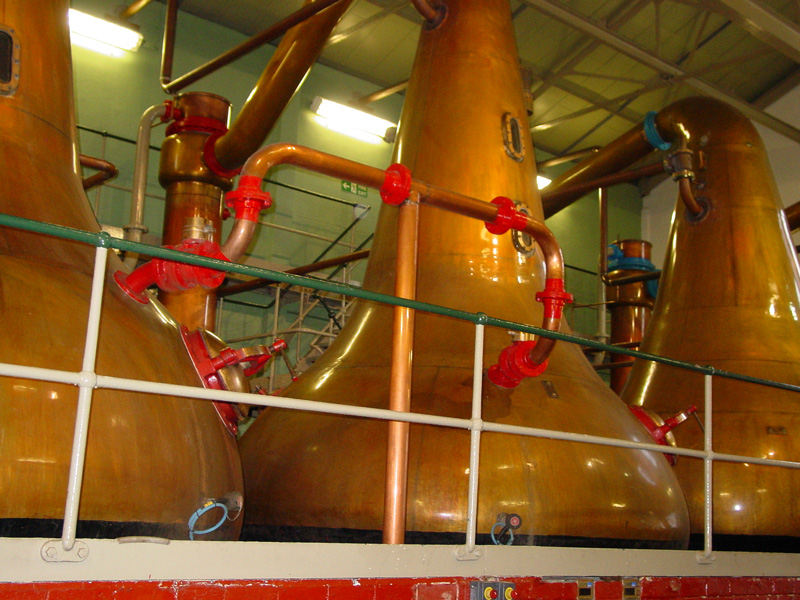
위스키 증류기

“To Friar John Cor, by order of the King, to make aqua vitae VIII bolls of malt.” — Exchequer Rolls 1494–95, vol x, p. 487.
위스키는 영국 스코틀랜드 지방에서 4~5세기 무렵에 수도승들이 가지고 들어왔다고 추정되는 증류주 제조술을 바탕으로 제조되어 왔다. 1644년에는 위스키 제조에 세금이 붙기 시작하였는데, 이는 전국적으로 은밀한 위스키 제조를 성행하게 만들었고, 급기야는 1780년 무렵 합법 증류소는 8곳인데 반해 불법 증류소는 400여곳이 될 정도로 불법 위스키 제조가 성행하였다. 이에 1823년, 영국 의회는 "소비세법"을 강화하여 면허를 가지고 있는 합법적 증류소에 대한 규제는 푸는 대신, 불법 증류소의 운영을 어렵게 함으로써 불법 위스키 제조를 단절시켰다.
1831년, 위스키의 톡 쏘는 맛이 줄어들면서 부드러운 맛이 나오는 "코피"(Coffey) 혹은 "패튼트" 스틸이라고 부르는 제조법의 등장 및 1880년, 포도나무뿌리진디라는 해충으로 인해 프랑스의 코냑과 포도주 공급이 급감한 것이 계기가 되어 널리 알려졌다.

## 스카치 위스키의 종류

### 재료에 따른 차이
- 몰트 위스키 : 몰트된 보리만을 가지고 제조하는 스카치 위스키이다. 전통적으로 팟 스틸을 가지고 증류한다. 증류소는 각지에 많이 남아 있는 편으로 생산량 또한 가장 많다.
- 그레인 위스키 :  몰트되지 않은 보리 혹은 밀이나 옥수수같은 다른 종류의 몰트되거나 몰트가 되지 않은 곡식류를 섞어 만든 스카치 위스키이다. 연속적인 컬런 스틸이나 1831년 애니스 코피가 이를 개량한 코피 스틸, 페이턴트 스틸 중 한 가지의 스틸을 이용해 제조한다. 증류소는 스코틀랜드 전역을 통틀어 7곳이 남아 있으며, 이 7곳도 주로 스코티시 로랜드에 모여 있다.

### 증류소에 따른 차이

#### 대분류
- 싱글 (single) : 한 곳의 증류소에서 나온 제품을 의미한다.
- 블렌디드 (blended) : 두 곳 이상의 증류소에서 나온 위스키를 섞은 제품을 의미한다. 스코틀랜드에서 생산되는 위스키의 대부분을 차지하고 있다.

#### 소분류
- 싱글 몰트 위스키 : 한 곳의 증류소에서 생산된 100% 몰트된 보리 위스키를 의미한다.
- 싱글 그레인 위스키 : 한 곳의 증류소에서 생산된 그레인 위스키를 의미한다. 스코틀랜드에서 생산된 그레인 위스키의 대부분은 블렌디드 스카치 위스키를 제조하는 데 쓰인다.
- 배티드 / 블렌디드 / 퓨어 몰트 위스키 : 생산 연도가 다르고 증류소도 다른 싱글 몰트 위스키들을 섞어 만든 제품을 의미한다. 세 위스키 중 퓨어 몰트 위스키는 잉글랜드 사람들이 독하다고 느끼기 때문에 흔하지 않으며 (이것을 계기로 블렌디드 스카치 위스키가 탄생하게 된다), 배티드 몰트 위스키는 그레인 위스키 성분이 들어가 있지 않은 위스키이다. 술병에는 위스키들을 섞어 만든 제품이기 때문에 증류소 이름을 표시하지 않으며, 섞은 위스키 중 가장 최근에 제조된 위스키의 나이(age)가 레이블에 쓰인다.
- 블렌디드 그레인 위스키 : 두 곳 이상의 증류소에서 생산된 그레인 위스키를 섞어 만든 위스키를 의미한다. 블렌디드 위스키의 60~85%가 이 위스키에 속한다.
- 블렌디드 스카치 위스키 : 싱글 몰트 위스키와 그레인 위스키를 섞어 만든 위스키를 의미한다. 보통 두 곳 이상의 증류소에서 나온 위스키를 섞은 것으로 오늘날 시중에 유통되는 대부분의 스카치 위스키는 이 분류에 속한다. 그레인 위스키에 10~50% 몰트 위스키를 섞는데, 고급 브랜드일수록 몰트 위스키의 비중이 높다.

## 브랜드

#### 블렌디드 스카치 위스키
- 발렌타인스
- 시바스 리갈
- 듀워즈
- 조니 워커
- 커티 삭
- 저스테리니 & 브룩스 위스키(J&B)
- 더 페이머스 그로우